# 3346 Gerla
3346 Gerla (1951 SD) là một tiểu hành tinh vành đai chính được phát hiện ngày 27 tháng 9 năm 1952 bởi Arend, S. ở Uccle.